# Compañía Arrendataria de Tabacos
La Compañía Arrendataria de Tabacos va ser una empresa pública espanyola encarregada de la gestió del monopoli estatal de la fabricació i venda tabac, constituïda per llei el 22 d'abril de 1887 a instàncies del ministre d'Hisenda Joaquín López Puigcerver. En 1945 es va convertir en l'actual Tabacalera.
La seva capital social era de 60 milions de pessetes, i els principals accionistes eren el Banc d'Espanya (20'5%) i el Banco Urquijo (7'6%).